# Drosophila mediodiffusa
Drosophila mediodiffusa är en tvåvingeart som beskrevs av Heed och Wheeler 1957. Drosophila mediodiffusa ingår i släktet Drosophila och familjen daggflugor.
Artens utbredningsområde är Västindien.